# Зайков, Олег Анатольевич
Олег Анатольевич Зайков (род. 5 мая 1973, Свердловск) — советский и российский хоккеист, нападающий.

## Биография
Воспитанник свердловского хоккея. Начинал играть в местных клубах СКА (1988/89, два матча в первой лиге), «Луч» (1989/90, 4 матча в первой лиге) и «Автомобилист» — 7 матчей в переходном турнире 1989/90; 20 матчей в высшей лиге и 16 матчей в переходном турнире в сезоне-1990/91. Начав сезон 1991/92 в «Автомобилисте», сыграл 6 матчей за «ЦСКА-2», затем также играл за «Металлург» Серов (1991/92, 1992/93), «Ураласбест» (1992/93, Асбест), «Автомобилист-2» (1993/94).
Выступал за «Кедр» Новоуральск (1993/94 — 1997/98, 1998/99 — 2000/01), «Динамо-Энергия» (1998), «Спутник» Нижний Тагил (2000/01), казахстанские «Горняк» Рудный (2001/2002- 2002/03 — 2003/04) и «Енбек» Алма-Ата (2003/04), «Автомобилист-2» (2006/07).
Серебряный призёр юниорского чемпионата Европы 1991 года.
Работал тренером в школах «Автомобилист» и «Спартаковец». С 2014 года — директор ДЮСШ «Автомобилист».